# Anandra strandi
Anandra strandi là một loài bọ cánh cứng trong họ Cerambycidae.